# Bem-vinda a Quixeramobim
Bem-vinda a Quixeramobim é um longa-metragem de comédia, com produção de Glaz Entertainment e distribuição da Downtown e direção de Halder Gomes. Atribuida ao título, Monique Alfradique interpreta a personagem principal. O longa foi rodado entre os meses de outubro a dezembro de 2020. A pré-estreia avançada do filme foi feita no 24º Festival de Cinema Brasileiro de Paris em 3 de abril de 2022. No Brasil, o filme tem pré-estreia em 04 de outubro no Cineteatro São Luiz e estreia nacional em 13 de outubro de 2022.

## Enredo
Aimée é uma influencer milionária que tem todos os bens da família bloqueados, exceto uma fazenda no interior do Ceará que herdou de sua mãe. Ela parte para o sertão na tentativa de vender a propriedade, mas com vergonha da nova realidade, inventa que irá tirar um "período sabático", por um ano. Assim, terá que lidar com sua nova vida e sustentar a mentira nas redes sociais.

## Elenco
- Monique Alfradique como Aimée
- Edmilson Filho como Darlan
- Max Petterson como Eri
- Chandelly Braz como Shirleyanny
- Luís Miranda  como Doutor Alexandre
- Silvero Pereira como Eron Kool Bier
- Falcão como Seu Aurenizo
- Carri Costa como Do contra
- Amadeu Maia como Policial Federal
- Mateus Honori como Zé Qualé
- Araci Breckenfeld como Amelia Lina
- Haroldo Guimarães como Seu Amâncio
- Roberta Wermont como Dona Clemilda
- Valeria Vitoriano como Genésia Gilda
- Paulo Sérgio "Bolachinha" como Meiota
- Arthur Kohl como Olavo, o pai de Aimée

## Recepção
Bem-vinda a Quixeiramobim obteve recepção mista para positiva dos críticos de cinema, no qual elogiaram a atuação do elenco mas criticaram o desenvolvimento do roteiro. O site "Cinematologia" deu 3 de 5 estrelas ao longa, dizendo:A química do elenco, as piadas assertivas e o belo cenário são suficientes para entreter e divertir o público e deve funcionar com todos os fãs dos filmes anteriores de Gomes, mas não são o bastante para fazer o espectador fechar os olhos e deixar de ver o roteiro frágil e mal finalizado, cujo desfecho é açodado e resolvido com um descarado Deus ex Machina".
O site "Estação Nerd" também deu 3 de 5 estrelas ao filme: "Bem-vinda a Quixeramobim enfrenta altos e baixos em sua narrativa, mas no geral consegue entregar uma produção feita com muito esmero e leveza. A produção consegue alcançar o seu principal objetivo graças ao seu elenco: entreter. Que mais histórias de Halder Gomes sejam filmadas para encantar o Nordeste e o Brasil."
O público avaliou o filme com 3,5 estrelas de 5 no site "AdoroCinema".
O filme ganhou o prémio na categoria de Voto Popular do 22º Grande Prémio do Cinema Brasileiro realizado em 23 de agosto de 2023.